# Dainovți, Veliko Tărnovo
Dainovți (în bulgară Дайновци) este un sat în comuna Elena, regiunea Veliko Tărnovo,  Bulgaria. 

## Demografie
Componența etnică a satului Dainovți
     Nicio identificare (100%)
     Altele (0%)
La recensământul din 2011, populația satului Dainovți era de 2 locuitori. . Pentru 100% din locuitori nu este cunoscută apartenența etnică.